# Ерик Ромер
Ерик Ромер (Éric Rohmer) е творчески псевдоним на френския кинорежисьор Морис Анри Жозеф Шерер (на френски: Maurice Henri Joseph Schérer).
Той е сред най-значимите творци от течението „Новата вълна“ във френското кино, главен редактор на списание Кайе дю синема (на френски: Cahiers du Cinema), представител на интелектуалното и психологическото направление в киното. 

## Биография
Роден е на 4 април 1920 г. в малкия френски град Тюл. През 1940-те години е литератор. През втората половина на 1950-те години сътрудничи като редактор на „Кайе дю синема“. От 1957 по 1963 г. е главен редактор на списанието. Ромер започва режисьорската си кариера по-късно от своите съратници от списанието Жан-Люк Годар и Франсоа Трюфо.
Умира в Париж на 11 януари 2010 г. на 89-годишна възраст. Макар да не може да се похвали с престижни награди за филмите си, във всички световни издания са публикувани разгърнати некролози, а френският вестник Libération посвещава на паметта на тази „национална гордост“ не само първата, но и още десет страници от поредния си брой. Президентът Никола Саркози заявява: „Романтик и класицист, мъдрец и иконоборец, сантименталист и моралист, лек и сериозен, той създаде свой собствен стил, който ще го надживее“. Погребан е в гробището Монпарнас.

## Филмография

### Игрални филми – хронология
| година | филм                                  | оригинално заглавие                       | бележки           |
| ------ | ------------------------------------- | ----------------------------------------- | ----------------- |
| 1959   | Знакът на Лъва                        | Le Signe du Lion                          |                   |
| 1967   | Колекционерката                       | La Collectionneuse                        |                   |
| 1969   | Моята нощ при Мод                     | Ma nuit chez Maud                         |                   |
| 1970   | Коляното на Клер                      | Le Genou De Claire                        |                   |
| 1972   | Следобедна любов                      | L'Amour l'après-midi                      |                   |
| 1976   | Маркиза фон О…                        | Die Marquise von O...                     |                   |
| 1978   | Пърсивал Уелски                       | Perceval le Gallois                       |                   |
| 1980   | Катрин де Хейлброн                    | Catherine de Heilbronn                    | Телевизионен филм |
| 1981   | Жената на летеца                      | La femme de l'aviateur                    |                   |
| 1982   | Красивата сватба                      | Le Beau Mariage                           |                   |
| 1983   | Полин на плажа                        | Pauline à la plage                        |                   |
| 1984   | Пълнолуние в Париж                    | Les Nuits de la pleine lune               |                   |
| 1986   | Зеленият лъч                          | Le Rayon vert                             |                   |
| 1987   | Приятелят на моята приятелка          | L'Ami de mon amie                         |                   |
| 1987   | Четири приключения на Ренет и Мирабел | Quatre aventures de Reinette et Mirabelle |                   |
| 1990   | Пролетна приказка                     | Conte de printemps                        |                   |
| 1992   | Зимна приказка                        | Conte d'hiver                             |                   |
| 1993   | Дърво, кмет и медиатека               | L'Arbre, le maire et la médiathèque       |                   |
| 1995   | Среща в Париж                         | Les Rendez-vous de Paris                  |                   |
| 1996   | Лятна приказка                        | Conte d'été                               |                   |
| 1998   | Есенна приказка                       | Conte d'automne                           |                   |
| 2001   | Лейди и херцогът                      | L'Anglaise et le Duc                      |                   |
| 2004   | Троен агент                           | Triple agent                              |                   |
| 2007   | Любовта на Астреа и Селадон           | Les Amours d'Astrée et de Céladon         |                   |

Шест нравоучителни разказа
- 1963 – Хлебарката от Монсо / La Boulangère de Monceau
- 1963 – Кариерата на Сюзан / La Carrière de Suzanne
- 1967 – Колекционерката / La Collectionneuse
- 1969 – Моята нощ при Мод / Ma Nuit Chez Maud (номиниран за „Оскар“ като най-добър чуждестранен филм)
- 1970 – Коляното на Клер / Le Genou De Claire
- 1971 – Следобедна любов / L’Amour, L’Apres Midi

Комедии и пословици
- 1981 – Жената на летеца (La Femme de l’Aviateur). Пословица: „Не е възможно да не мислиш за нищо“ (It is impossible to think about nothing)
- 1982 – Красивата сватба (Le Beau marriage). Пословица: „Кой може да се въздържи от построяване на замък в Испания?“ (Can anyone refrain from building castles in Spain?)
- 1983 – Полин на плажа (Pauline à la Plage). Пословица: „Който много говори, ще пострада“ (He who talks too much will hurt himself)
- 1984 – Пълнолуние в Париж (Nuits de la Pleine Lune). Пословица: „Който има две жени, ще изгуби душата си; който има два дома, ще изгуби разума си“ (He who has two women loses his soul, he who has two houses loses his mind)
- 1986 – Зеленият лъч / Le Rayon Vert
- 1987 – Приятелят на моята приятелка (Ami de mon Amie). Пословица: „Приятелите на моите приятели са и мои приятели“ (My friends' friends are my friends)

Приказки на четирите сезона
- 1990 – Пролетна приказка (Conte de Printemps)
- 1992 – Зимна приказка (Conte d’Hiver)
- 1996 – Лятна приказка (Conte d’Eté))
- 1998 – Есенна приказка (Conte d’Automne)

Други филми
- 1959 – Знакът на Лъва / Le Signe du Lion
- 1976 – Маркиза фон О… / Die Marquise von O…
- 1978 – Пърсивал Уелски / Perceval Le Gallois
- 1987 – Четири приключения на Ренет и Мирабел / 4 aventures de Reinette et Mirabelle
- 1993 – Дърво, кмет и медиатека / L’Arbre, le maire et la médiathèque
- 1995 – Среща в Париж / Les Rendez-vous de Paris
- 2001 – Лейди и херцогът / L’anglaise et le duc
- 2004 – Троен агент / Triple agent
- 2007 – Любовта на Астреа и Селадон/ Les Amours d'Astrée et de Céladon

## За него
- Marion Vidal, Les Contes moraux d’Éric Rohmer, Paris, L'Herminier, coll. „Cinéma permanent“, 1977.
- Joël Magny, Éric Rohmer, Rivages, coll. „Rivages cinéma“, 1985, 218 p. (ISBN 978-2-86930-035-4).
- Michel Estève (dir.) et René Prédal, Éric Rohmer, t. 1, Lettres modernes, coll. „Études cinématographiques“, 1985, 1re éd.
- Michel Estève (dir.) et Stéphane Braunschweig, Éric Rohmer, t. 2, Lettres modernes, coll. „Études cinématographiques“, 1986, 1re éd., 135 p.
- C.G. Crisp, Eric Rohmer: Realist and Moralist, Bloomington, Indiana University Press, 1988.
- Carole Desbarats, Pauline à la plage, d’Éric Rohmer, Yellow Now, coll. „Long métrage“, 1990, 144 p. (ISBN 978-2-87340-075-0).
- Pascal Bonitzer, Éric Rohmer, Cahiers du cinéma, coll. „Auteurs“, 1991, 1re éd., 141 p. (ISBN 978-2-86642-116-8).
- Alain Hertay, Éric Rohmer: Comédies et proverbes, Liège, édition du Céfal, coll. „Grand écran petit écran“, 1998, 154 p.
- Maria Tortajada, Le Spectateur séduit: le libertinage dans le cinéma d'Éric Rohmer et sa function dans une théorie de la représentation filmique, Paris, Kimé, 1999.
- Michel Serceau, Éric Rohmer: les jeux de l'amour, du hasard et du discours, Éditions du Cerf, coll. „Septième art“, 2000 (ISBN 2-204-06387-8).
- Philippe Molinier, Ma Nuit chez Maud d'Éric Rohmer, Paris, Atlande, 2001, 127 p.
- Noël Herpe (dir.), Rohmer et les autres, Presses universitaires de Rennes, coll. „Le Spectaculaire“, 2007, 1re éd., 307 p. (ISBN 978-2-7535-0409-7).
- Derek Schilling, Éric Rohmer, Manchester University Press, coll. „French Film Directors“, 2007, 240 p. (ISBN 978-0-7190-7235-2).
- Jean Cléder (dir.), Alain Bergala, Françoise Etchegaray, Amanda Langlet et Gilles Mouëllic, Éric Rohmer: Évidence et ambiguïté du cinéma, éditions Le Bord de l'eau, 2007, 144 p. Document utilisé pour la rédaction de l’article
- Yannick Mouren (dir.), Didier Coureau, Suzanne Liandrat-Guigues, Joël Magny, Jean-Dominique Nuttens, René Prédal et Jean-Marie Samocki, Éric Rohmer: „Contes des quatre saisons“ et „Tragédies de l'Histoire“, t. 3, Paris-Caen, Lettres modernes Minard, coll. „Études cinématographiques“, 2008, 168 p. (ISBN 978-2-256-91135-4).
- Keith Tester, Éric Rohmer: Film as Theology, Palgrave McMillan, 2008, 184 p. (ISBN 1-4039-9659-8).
- Philippe Fauvel, Éric Rohmer, Conte d'été [archive], centre images/CNC, coll. „Lycéens et apprentis au cinéma“, 1er juillet 2011.
- Violaine Caminade de Schuytter, Éric Rohmer, corps et âme: L'intégrité retrouvée, L'Harmattan, 2011, 1re éd. (ISBN 978-2-296-55492-4).
- Martin Barnier et Pierre Beylot, Analyse d'une œuvre: Conte d'été, Éric Rohmer, 1996, Vrin, 2011.
- Carole Desbarats, Conte d'été, Éric Rohmer, CNDP, coll. „Arts au singulier“, 2012 (ISBN 978-2-240-03263-8).
- Patrick Louguet (dir.), Rohmer ou le jeu des variations, Presses universitaires de Vincennes, coll. „Esthétiques hors cadre“, 2012, 1re éd., 292 p. (ISBN 978-2-84292-347-1).
- Jacob Leigh et Jason Leigh, The Cinema of Éric Rohmer: Irony, Imagination, and the Social World, Continuum, 2012, 392 p. (ISBN 978-1-4411-9831-0).
- Bert Cardullo (dir.), Interviews with Éric Rohmer, Chaplin Books, 2012, 264 p. (ISBN 978-0-9565595-5-5).
- Sylvie Robic (dir.) et Laurence Schifano (dir.), Rohmer en perspectives, Presses universitaires de Paris Ouest, coll. „L'Œil du cinéma“, 2012 (ISBN 978-2-84016-103-5).
- Aïdée Caillot et Gianpaolo Pagni, Éric Rohmer: le conteur du cinéma, À dos d'âne, coll. „Des graines et des guides“, 2013;
- Antoine de Baecque et Noël Herpe, Éric Rohmer, Stock, coll. „Biographie“, 2014 (ISBN 978-2-234-07561-0)
- Hughes Moreau (dir.), Le Paradis français d'Éric Rohmer, Pierre-Guillaume de Roux, 2017.
- Patrice Guillamaud, Le Charme et la sublimation. Essai sur le désir et la renonciation dans l'oeuvre d'Eric Rohmer, Paris, éd. du Cerf, 2017 (ISBN 978-2-204-12247-4).